# Rælingen
Rælingen è un comune norvegese della contea di Akershus.

## Sport
Stazione sciistica specializzata nello sci nordico, è attrezzata con il trampolino Marikollen.

## Musica
Dalla città di Rælingen proviene il gruppo power metal degli Highland Glory.